# Mammalogie

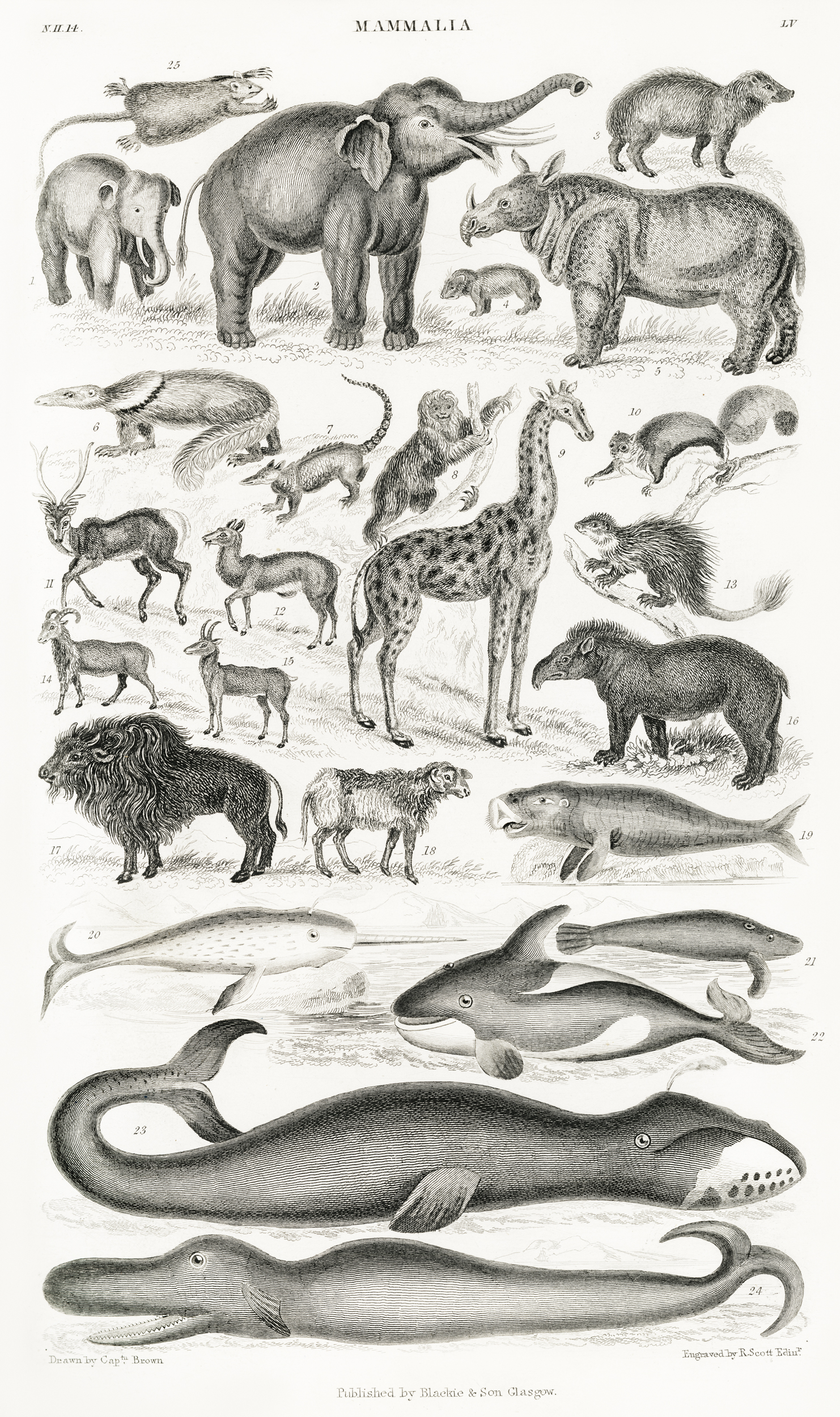
encyklopedická ilustrace několika druhů savců

Mammalogie (z latinského mammalis - savec a řeckého -logia, logos - věda) nebo též tencyriologie je zoologická věda zabývající se studiem savců, kteří představují vysoce vyspělou třídu obratlovců.
Mammalogie jako taková se dělí na množství specializovaných vědních disciplín, mezi které patří např. primatologie zabývající se studiem primátů či cetologie, která se zabývá studiem kytovců.